# Prochoerodes goniata
Prochoerodes goniata är en fjärilsart som beskrevs av Achille Guenée 1858. Prochoerodes goniata ingår i släktet Prochoerodes och familjen mätare. Inga underarter finns listade i Catalogue of Life.